# Maciej Bodnar
Maciej Bodnar (Breslavia, 7 de marzo de 1985) es un ciclista polaco que fue profesional entre 2007 y 2023.

## Trayectoria
Se convirtió en profesional en 2007 enrolándose en el equipo italiano Liquigas y posteriormente denominado Cannondale, equipo en el que estuvo durante ocho temporadas. Tras dos años corriendo para el equipo ruso Tinkoff, fichó en 2017 por el Bora-Hansgrohe.

## Palmarés
| 2007 - Grand Prix Bradlo 2008 - 2.º en el Campeonato de Polonia Contrarreloj - 3.º en el Campeonato de Polonia en Ruta 2009 - Campeonato de Polonia Contrarreloj 2010 - 2.º en el Campeonato de Polonia Contrarreloj - 3.º en el Campeonato de Polonia en Ruta 2012 - Campeonato de Polonia Contrarreloj 2013 - Campeonato de Polonia Contrarreloj 2014 - 1 etapa de los Tres Días de La Panne - 2.º del Campeonato de Polonia Contrarreloj 2015 - 1 etapa del Tour de Polonia 2016 - 1 etapa de los Tres Días de La Panne - Campeonato de Polonia Contrarreloj | 2017 - 3.º en el Campeonato de Polonia Contrarreloj - 1 etapa del Tour de Francia - 2.º en el Campeonato Europeo Contrarreloj 2018 - Campeonato de Polonia Contrarreloj - 2.º en el Campeonato de Polonia en Ruta 2019 - Campeonato de Polonia Contrarreloj 2020 - 2.º en el Campeonato de Polonia Contrarreloj 2021 - Campeonato de Polonia Contrarreloj 2022 - Campeonato de Polonia Contrarreloj 2023 - 2.º en el Campeonato de Polonia Contrarreloj |

## Resultados en Grandes Vueltas y Campeonatos del Mundo
| Carrera              | Carrera              | 2007 | 2008 | 2009  | 2010  | 2011  | 2012  | 2013  | 2014  | 2015  | 2016  | 2017  | 2018  | 2019 | 2020  | 2021  | 2022  | 2023 |
| -------------------- | -------------------- | ---- | ---- | ----- | ----- | ----- | ----- | ----- | ----- | ----- | ----- | ----- | ----- | ---- | ----- | ----- | ----- | ---- |
|                      | Giro de Italia       | —    | —    | —     | 127.º | —     | 117.º | —     | —     | —     | —     | —     | —     | —    | 107.º | 136.º | —     | —    |
|                      | Tour de Francia      | —    | —    | —     | —     | 143.º | —     | 114.º | 112.º | —     | 159.º | 116.º | 122.º | —    | —     | —     | 114.º | —    |
|                      | Vuelta a España      | —    | —    | 131.º | —     | —     | 138.º | —     | 122.º | 140.º | —     | —     | —     | —    | —     | —     | —     | —    |
| Mundial en Ruta      | Mundial en Ruta      | —    | Ab.  | —     | Ab.   | 155.º | —     | Ab.   | Ab.   | Ab.   | 40.º  | Ab.   | Ab.   | Ab.  | —     | Ab.   | Ab.   | —    |
| Mundial Contrarreloj | Mundial Contrarreloj | 52.º | 36.º | 59.º  | 9.º   | 55.º  | 26.º  | 28.º  | 16.º  | 8.º   | 4.º   | 50.º  | 17.º  | 20.º | 28.º  | —     | 18.º  | 31.º |

—: no participa

Ab.: abandono

## Equipos
- Team Moser-AH-Trentino (2005)
- Liquigas/Cannondale (2007-2014)
  - Liquigas (2007-2009)
  - Liquigas-Doimo (2010)
  - Liquigas-Cannondale (2011-2012)
  - Cannondale (2013-2014)
- Tinkoff (2015-2016)
  - Tinkoff-Saxo (2015)
  - Tinkoff (2016)
- Bora-Hansgrohe (2017-2021)
- Team TotalEnergies (2022-2023)